# Богдан Вода (Бакау)
Богдан Вода (рум. Bogdan Vodă) насеље је у Румунији у округу Бакау у општини Саучешти. Oпштина се налази на надморској висини од 191 m.

## Становништво
Према подацима из 2002. године у насељу је живело 405 становника, од којих су сви румунске националности.